# Natalja Achrimienko
Natalja Nikołajewna Achrimienko, ros. Наталья Николаевна Ахрименко (z domu Pietrowa, [Петрова], ur. 12 maja 1955 w Nowokujbyszewsku, zm. 10 marca 2025) – rosyjska lekkoatletka specjalizująca się w pchnięciu kulą, dwukrotna uczestniczka letnich igrzysk olimpijskich (Moskwa 1980, Seul 1988). W czasie swojej kariery reprezentowała Związek Socjalistycznych Republik Radzieckich. Sukcesy odnosiła również w rzucie dyskiem.

## Sukcesy sportowe
| Rok  | Miasto       | Zawody                    | Konkurencja                 | Wynik                       |
| ---- | ------------ | ------------------------- | --------------------------- | --------------------------- |
| 1980 | Moskwa       | igrzyska olimpijskie      | pchnięcie kulą              | 7. miejsce                  |
| 1983 | Edmonton     | uniwersjada               | rzut dyskiem pchnięcie kulą | srebrny medal brązowy medal |
| 1986 | Stuttgart    | mistrzostwa Europy        | pchnięcie kulą              | brązowy medal               |
| 1986 | Moskwa       | igrzyska dobrej woli      | pchnięcie kulą              | srebrny medal               |
| 1987 | Liévin       | halowe mistrzostwa Europy | pchnięcie kulą              | złoty medal                 |
| 1987 | Indianapolis | halowe mistrzostwa świata | pchnięcie kulą              | 5. miejsce                  |
| 1987 | Rzym         | mistrzostwa świata        | pchnięcie kulą              | 5. miejsce                  |
| 1988 | Seul         | igrzyska olimpijskie      | pchnięcie kulą              | 7. miejsce                  |

## Rekordy życiowe
- pchnięcie kulą – 21,73 – Leselidze 21/05/1988
- pchnięcie kulą (hala) – 21,26 – Leningrad 24/01/1987
- rzut dyskiem – 64,60 – Leningrad 20/08/1980